# Gianroberto Scarcia
Gianroberto Scarcia (Roma, 11 marzo 1933 – Roma, 1º luglio 2018) è stato un orientalista, linguista e traduttore italiano.

## Biografia
Allievo di Alessandro Bausani, è stato uno dei grandi orientalisti italiani oltre che uno dei principali studiosi dell'Iran. La bibliografia di Gianroberto Scarcia è ampia ed eclettica. Comprende numerosi contributi di iranistica, islamistica, slavistica, storia delle religioni, storia dell'arte islamica, estetica e filosofia.
Ha tradotto in italiano poesia e letteratura dal russo e dalle principali lingue del mondo musulmano, ottenendo ampi riconoscimenti, tra cui, nel 2000, il Premio Nazionale per la Traduzione assegnato dal Ministero per i Beni e le Attività Culturali. Le sue indagini scientifiche sono rivolte in particolare alla letteratura e all'arte della Persia, al Diritto musulmano e ai problemi storici dell'islamizzazione del Vicino Oriente.

## Studi e attività accademica
Dopo aver frequentato il Liceo classico Ennio Quirino Visconti, si laureò nell'estate del 1955, con lode, presso la Facoltà di Giurisprudenza dell'Università La Sapienza di Roma. Nel 1970 vinse, presso lo stesso Ateneo, un concorso per la cattedra di "Islamistica". Negli anni 1973-1976 fu Preside della Facoltà di Lingue e letterature straniere dell'Università Ca' Foscari di Venezia. In precedenza, sempre presso la medesima Università, negli anni 1967-1998 era stato professore ordinario di “Lingua e letteratura iranica” e di “Storia delle religioni dell’Iran e dell’Asia Centrale”. Negli anni 1998-2008 fu professore ordinario di “Storia della civiltà arabo-islamica”, sempre a Ca' Foscari; fu infine professore emerito.
Dopo la morte di Paolo Minganti fu eletto Direttore Scientifico dell'Istituto per l'Oriente di Roma.